# Rhein-Erft-Kreis
Rhein-Erft-Kreis – powiat w Niemczech, w kraju związkowym Nadrenia Północna-Westfalia, w rejencji Kolonia. Siedzibą powiatu jest miasto Bergheim.

## Podział administracyjny
Powiat składa się z dziesięciu gmin miejskich (Stadt).
Gminy miejskie:
| Lp. | Nazwa gminy miejskiej | Ludność (31.12.2010) | Powierzchnia km² |
| --- | --------------------- | -------------------- | ---------------- |
| 1   | Bedburg               | 24 647               | 80,33            |
| 2   | Bergheim              | 62 129               | 96,34            |
| 3   | Brühl                 | 44 260               | 36,12            |
| 4   | Elsdorf               | 21 193               | 66,17            |
| 5   | Erftstadt             | 50 553               | 119,89           |
| 6   | Frechen               | 49 939               | 45,10            |
| 7   | Hürth                 | 57 922               | 51,22            |
| 8   | Kerpen                | 64 602               | 113,90           |
| 9   | Pulheim               | 53 769               | 72,15            |
| 10  | Wesseling             | 35 116               | 23,37            |